# 琉球伝統芸能

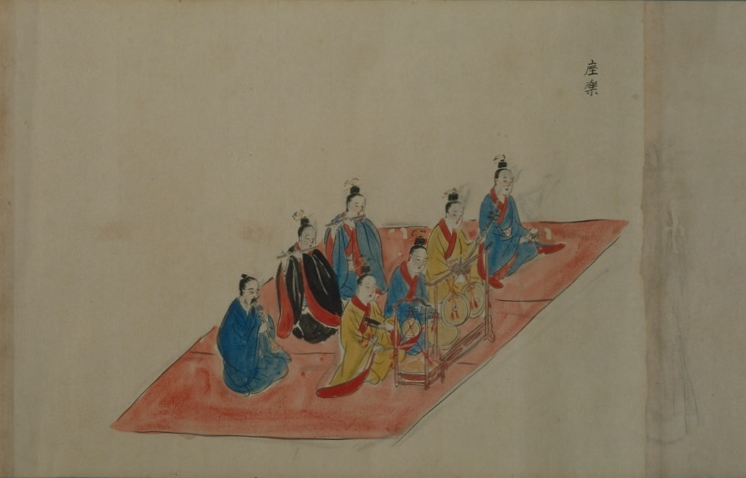
琉球音楽の様子

琉球伝統芸能（りゅうきゅうでんとうげいのう）とは、琉球諸島に古くからあった芸術と技能の汎称。特定階級または大衆の教養や娯楽、儀式や祭事などを催す際に付随して行動化されたもの、または行事化したものを特定の形式に系統化して伝承または廃絶された、有形無形のものを言う。

## 定義
琉球伝統芸能とは、西洋化される前の芸術と技能を現代芸術と区別した呼称である。琉球固有の文化という意味だが、文化の先進国であった中国から流入したものを琉球独自のものに作り変えたものが多い。したがって成立の仕方は現代芸術とさほど変わりはない。しかし、西洋化以降も伝統芸能が既存の形式を保持して存続し、現代芸術と相互に関連性が少ない形で併存しているのは事実である。すべての伝統芸能が現存しているのではない。

## 例
- 組踊
- 端踊
- 御座楽
- 琉球古典音楽
- 琉球民謡
- 琉球舞踊